# Улица Серп и Молот (Казань)
Улица Серп и Молот (тат. Урак һәм Чүкеч урамы) — улица в историческом районе Адмиралтейская слобода Кировского района Казани.

## География
Пересекается со следующими  улицами:
- Улица Клары Цеткин
- Большая улица[вд]

## История
До революции 1917 года состояла из двух частей: улица Красная (от ул. Большой до ул. Московской) и улица Кузнецкая (от ул. Московской до моста через Казанку); обе улицы относились к 6-й полицейской части. Решением Казгорсовета от 2 ноября 1927 года они были объединены в улицу Серп и Молот — в честь одноимённого завода, располагавшегося на этой улице. Современное название присвоено 16 мая 1929 года. Постановлением Главы администрации Казани №741 от 8 мая 2005 года часть ул. Серп и Молот от ул. Клары Цеткин до ул. Гладилова была названа улицей Иовлева.
На 1939 год на улице имелось около 50 домовладений: №№ 5/9–55 по нечётной стороне и №№ 2, 6–12, 16–18, 20/6–38/2 и 42–46 по чётной.
В первые годы советской власти административно относилась к 6-й части города; после введения в городе административных районов относилась к Заречному (с 1931 года Пролетарскому, с 1935 года Кировскому) району.

## Примечательные объекты
- № 21 — жилой дом управления сберкасс (снесён в 1970-е при расширении завода «Серп и Молот»).[17]
- № 22/1 — жилой дом завода «Серп и Молот» (архитектор Махмут Игламов[тат.], 1948 год).[18][19]
- №№ 24, 24а, 26, 28 — жилые дома завода «Серп и Молот».[20][21][22]
- № 29 — жилой дом мехобъединения (снесён).[23]